# Тарнувко (Великопольське воєводство)
Тарнувко (пол. Tarnówko) — село в Польщі, у гміні Полаєво Чарнковсько-Тшцянецького повіту Великопольського воєводства.
Населення — 587 осіб (2011).
У 1975-1998 роках село належало до Пільського воєводства.

## Демографія
Демографічна структура станом на 31 березня 2011 року:
|          | Загалом | Допрацездатний вік | Працездатний вік | Постпрацездатний вік |
| -------- | ------- | ------------------ | ---------------- | -------------------- |
| Чоловіки | 290     | 69                 | 197              | 24                   |
| Жінки    | 297     | 60                 | 175              | 62                   |
| Разом    | 587     | 129                | 372              | 86                   |